# Taller de esmaltes del monasterio de Silos
El esmalte es una técnica con características propias, por medio de la cual y desde tiempos remotos se han ejecutado numerosas obras de arte suntuario. En la Edad Media y sobre todo en época románica fue un arte de gran difusión, especialmente en el ámbito religioso de la Iglesia católica. En España contaba además con una tradición anterior como demuestran las piezas que salieron del taller asturiano del castillo de Gauzón. El taller del monasterio de Silos (Burgos, España) tuvo una gran preponderancia durante todo el siglo XII no sólo dentro de la Península sino en toda Europa. Las obras fabricadas alcanzaron una gran calidad. En la actualidad se han llegado a estudiar e inventariar todas las piezas conocidas y conservadas.

## Taller del monasterio
El rey Alfonso VIII y su esposa Leonor Plantagenet fueron los promotores y principales clientes del taller de Silos, tanto de piezas religiosas como de uso particular.
Durante la segunda mitad del siglo XII los esmaltes fabricados en el taller del monasterio de Silos disfrutaron de gran fama y reconocimiento, siendo uno de los más importantes dentro de la Europa occidental. Durante la Edad Media sus piezas se elaboraron con una calidad excepcional, calidad que en cierta medida las encarecía, con la desventaja de no poder competir en ventas y encargos con su rival (igualmente famoso), el taller de esmaltes de Limoges en Francia.

### Técnica de elaboración

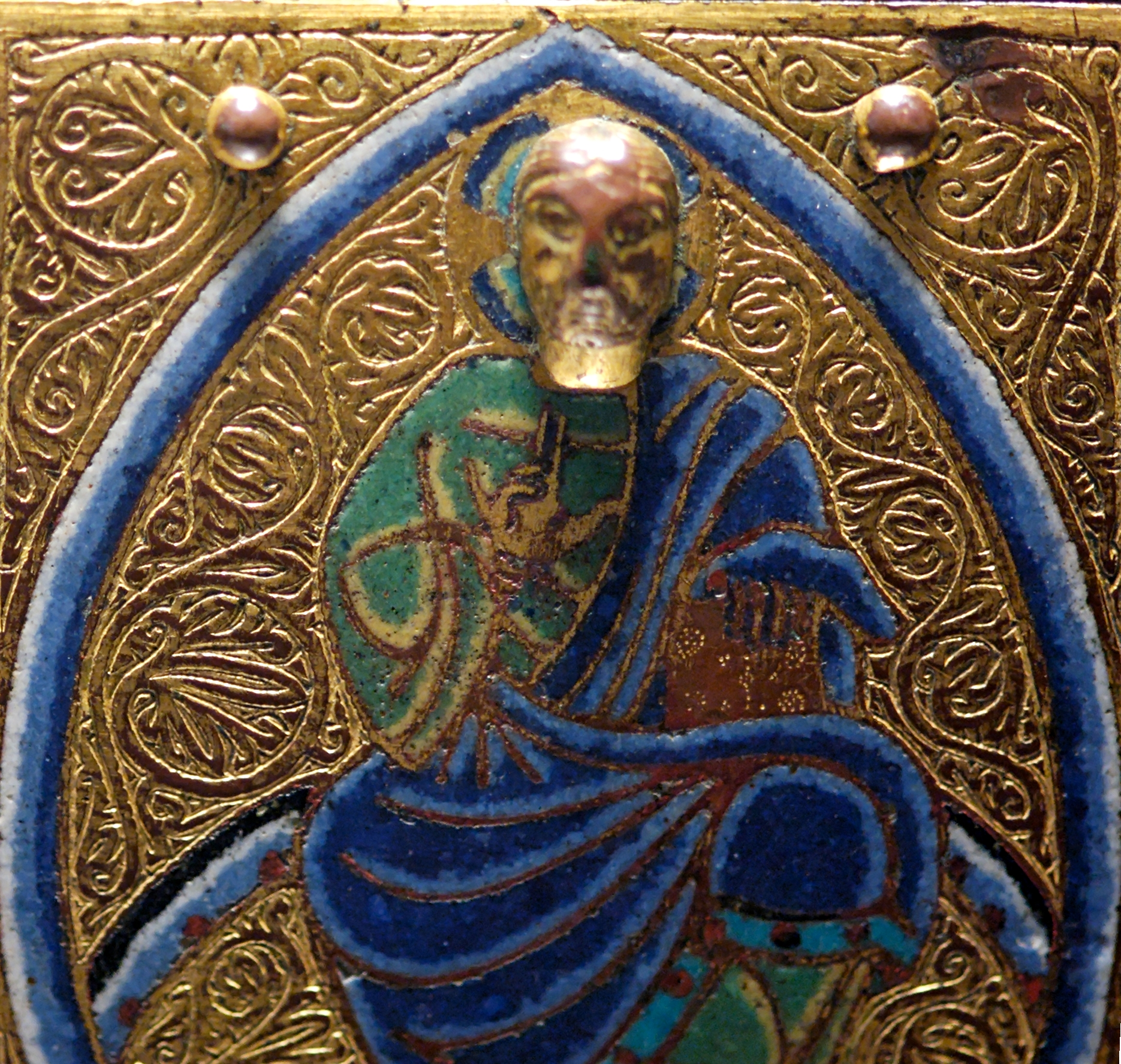
Ejemplo de fondo vermiculado. Esmalte champlevé sobre cobre dorado. (Limoges).

Utilizaban una técnica mixta, el tabicado y el excavado, sobre planchas de cobre. En los esmaltes de Silos predominan los colores verde y azul, combinados a veces con el rojo y el blanco. No existe el color amarillo, privativo de los esmaltes de Limoges. Las figuras esmaltadas son relieves bastante altos, colocados sobre fondos de decoración vegetal esquemática en que imperan las volutas, principal y secundarias. Este tipo de trabajo se conoce como vermiculado y fue muy desarrollado en este taller. Su origen está en el arte islámico de Egipto propagado después en la Península a través de los mozárabes.

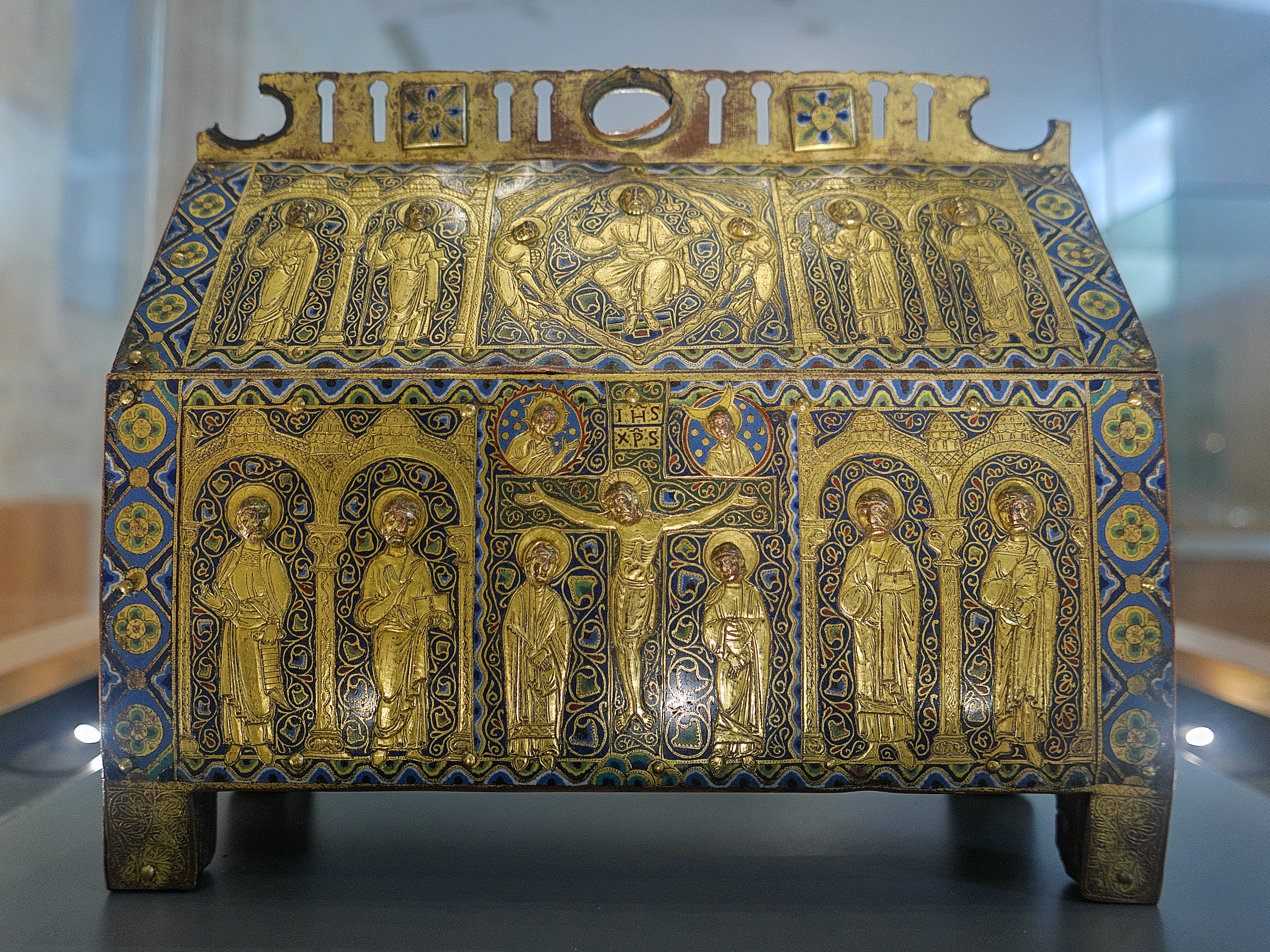
Arqueta relicario (ca. 1195). Esmalte champlevé sobre cobre dorado

A veces las piezas esmaltadas van acompañadas con detalles de orfebrería.

### Inventario y valoración
Durante mucho tiempo el origen de la vasta producción de esmaltes registrados en museos e iglesias fue desconocido o mal estudiado. Se daba por hecho que toda pieza realizada con esmalte provenía de Limoges, llegando a ser la palabra Limoges sinónimos de esmalte. Tras un profundo estudio histórico y técnico se pudieron catalogar e inventariar todas las piezas existentes otorgando a cada una su situación o taller de origen. En el presente los esmaltes del taller de Silos están muy valorados y tienen un lugar preferente en la Historia del Arte.
Las piezas inventariadas ofrecen una gran variedad temática: báculos, cubiertas de libros, frontales de altar, cruces, relicarios, arcas y arquetas, etc. Entre las mejores obras se puede citar la pareja de cubiertas de un Evangeliario, guardadas por separado en el Instituto de Valencia de Don Juan de Madrid y en el Museo de Cluny de París, y la obra cumbre conocida como Urna de Santo Domingo.

#### Urna de Santo Domingo
Se compone de dos piezas. La pieza esmaltada se conserva en el Museo de Arqueología de Burgos. La obra entera fue concebida para cubrir lujosamente el sepulcro de piedra de Santo Domingo ubicado en el altar mayor de la iglesia monacal. Durante mucho tiempo se consideró este esmalte como frontal de altar.

### Decadencia del taller de esmaltes
A finales del siglo XII el taller de Silos desembocó en una decadencia total, no porque el trabajo se hiciera mal, pues seguía siendo de calidad, sino por la falta de demanda. Los esmaltes de Limoges se impusieron en la Península, ofreciendo mejor precio y los propios monjes de Silos se vieron en la necesidad de adquirir a sus rivales determinadas piezas para sus reliquias, ya que les salía más barato que si las hacían ellos mismos.